# Idaea campata
Idaea campata är en fjärilsart som beskrevs av Bellier de la Chavignerie 1861. Idaea campata ingår i släktet Idaea och familjen mätare. Inga underarter finns listade i Catalogue of Life.